# 騎手 (ヨーゼフ・シュトラウスの曲)
『騎手』（きしゅ、ドイツ語: Jockey-Polka）作品278は、ヨーゼフ・シュトラウスが作曲したポルカ・シュネル。原題そのままの『ジョッキー・ポルカ』という名でも知られる。

## 楽曲解説

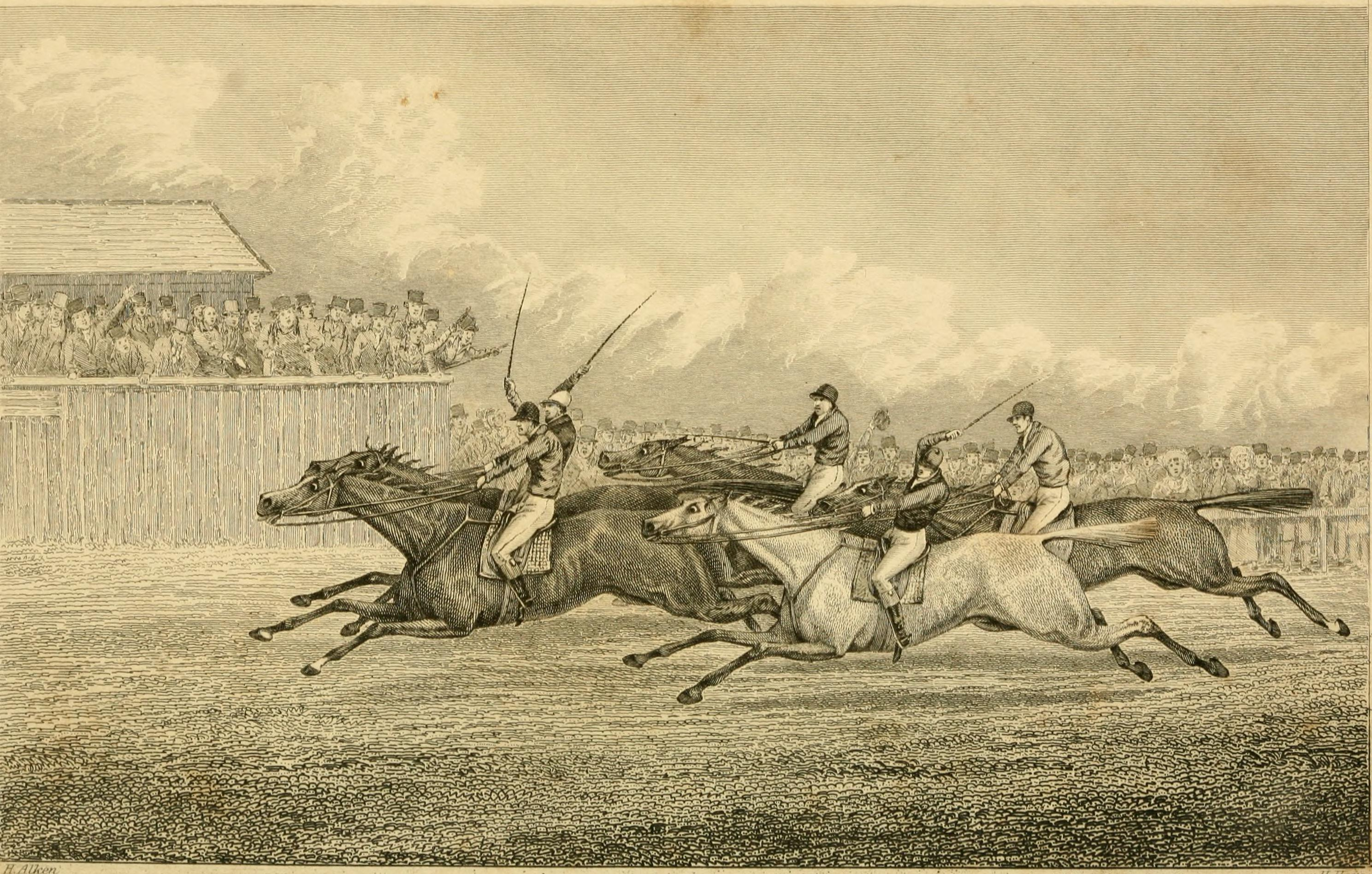
19世紀の競馬の様子

ギャロップ風のリズムを持つポルカである。ヨーゼフ・シュトラウスは競馬好きで、ポルカ・シュネル『カリエール』（作品200）など、しばしば競馬を題材として作曲を行った。この楽曲はヨーゼフの最後から6番目の作品で、ワルツ『宵の明星の軌道』などと並ぶ最晩年の作品である。
1870年2月17日、ブリュ―メンザールの「慈善舞踏会」において初演された。同年3月13日、シュトラウス三兄弟は揃ってウィーン楽友協会の黄金ホールで演奏会を開いた。この日の演目の中で、とりわけ喝采を浴びたのがヨーゼフのこの『騎手』だったという。

冒頭部